# Hercynite
L'hercynite est un minéral du groupe du spinelle de formule chimique FeAl2O4.
On le trouve dans des sédiments argileux riches en fer fortement métamorphosés ainsi que dans des roches ignées mafiques et ultramafiques. Du fait de sa dureté, on le trouve également dans les placers.
Il a été décrit pour la première fois en 1847 et son nom provient du nom latin de la Harz, Silva Hercynia, où la variété a été trouvée pour la première fois,.
L'hercynite est un spinelle de symétrie régulière avec une distribution normale des cations, mais un certain désordre existe dans sa structure. Il est constitué d'ions ferreux (Fe2+) et d'ions aluminium (Al3+), cependant des ions ferriques (Fe3+) peuvent se trouver dans la structure de la hercynite.